# Sjötjärnen (Laxsjö socken, Jämtland, 707931-145291)
Sjötjärnen är en sjö i Krokoms kommun i Jämtland och ingår i Indalsälvens huvudavrinningsområde.